# إكمال الدرجات العلمية
برنامج إكمال الدرجات العلمية هو برنامج أكاديمي للطلبة في مرحلة البكالوريوس (المرحلة الجامعية الأولى), والأكثر شيوعاً في الولايات المتحدة الأمريكية وكندا، وهو موجود في الجامعات الناشئة ومصمم للطلاب غيرالنظاميين.
صمم برنامج إكمال الدرجات العلمية خصيصاً للسماح للطلبة الذين أكملوا جزءاً كبيراً من متطلبات التخرج، ولكنهم انفصلو عن الجامعة لفترة معينة، لأستيفاء المتطلبات الدراسيّة اللازمة للحصول على درجة البكالوريوس، سواء بتقدم سريع أو جدول مرن.
ويكمن الفرق بين الطريقة النظامية للحصول على درجه البكالوريوس وتلك التي يتطلبها هذا البرنامج  بالطرق المختلفة التي تعتمد على المؤسسة الراعية، ولكن تتضمن عادة مزيجاً من الدورات الجامعية التقليدية وامتحانات شهادة الكفاءة المهنية (سي.إل.إي.بي).

## أمثلة
- أعلنت جامعة جورجتاون أن برنامج أكمال الدرجات العلمية صمم ليناسب الطلاب الذين كانوا «معنيين بإكمال» شهادتهم البكالوريوس، ولكن كانت الحياة والعمل وغير ذلك من الالتزامات هي التي اعترضت طريقهم.وتقبل الطلبات من الراشدين العاملين الذين أتموا سنة أو سنتين من المقررات الدراسية الجامعية والتي يمكن نقلها إلى سجل الطلاب المحتمل في جورجتاون.وتسد سلسلة من الدروس المسائية وفصول عطلة الأسبوع الفجوة بين الدراسة المكتسبة من البرنامج وتلك المتطلبة لشهادة البكالوريوس.[2]
- أفتتحت جامعة الباسيفيك برنامج أكمال الدرجات العلمية للطلاب الذين أكملو 70 درجة دراسية على المستوى الجامعي. وبمجرد تسجيلهم، يلتحق الطلاب بصفوف مسائية مرتين في الأسبوع على مدى أربعة فصول دراسية، ويمنح الذين يتمّون بنجاح دورة تعليمية مدتها 15 شهراً بكالوريوس آداب في الدراسات الحرة.[3]

- تقدم جامعة ولاية كولورادو برنامج إكمال الدرجات العلمية في علم النفس. ويمكن للطلاب تحويل ما يصل إلى 90 وحدة من الدورات الدراسية المأخوذة في جامعة أخرى قبل إكمال 30 وحدة دراسية نهائية مطلوبة للحصول على درجة البكالوريوس من خلال دورات علم نفس التعلم عن بعد في ولاية كولورادو.[4]

- توفر جامعة سان فرانسيسكو شهادة البكالوريوس في العلوم الإدراية للمهنيين العاملين المهتمين بإكمال دراستهم. يمكن للطلاب الذين أكملو 60 ساعة دراسية على الأقل أن يتقدموا بطلب للأنضمام إلى البرنامج وأن يحصلو على شهادتهم في فترة لا تتجاوز 23 شهرا. ويتقلى الطلاب دورتين كل فصل دراسي، وتشمل الدراسات المحاسبة، والمالية، والتسويق، والسلوك التنظيمي والنظرية، والتحليل، والتكنولوجيا، واللوجستيات، وغير ذلك من الكفاءات الأساسية.[5]

- توفر جامعة نبراسكا-لينكون برنامجاً على الإنترنت لإكمال شهادة البكالوريوس في العلوم التطبيقية. يختار الطلبة من مجموعة واسعة من الدورات الدراسية في كلية الزراعة والموارد الطبيعية، بالإضافة إلى الدرجات التي حصلو عليها بالفعل، لتتناسب درجاتهم مع أهدافهم المهنية. ويوفر هذا البرنامج مساراً مهنياً مريحاً ومرناً للعاملين في الجيش الذين يعودون إلى الكلية أو ينتقلون من كلية مدتها سنتان.